# إيوتا (مينيسوتا)
إيوتا (بالإنجليزية: Eyota, Minnesota)‏ هي مدينة تقع في ولاية مينيسوتا في الولايات المتحدة. تبلغ مساحة هذه المدينة 4.38 (كم²)، وترتفع عن سطح البحر 378 م، بلغ عدد سكانها 1977 نسمة في عام 2010 حسب إحصاء مكتب تعداد الولايات المتحدة.

## جغرافيا
وفقًا لمكتب الإحصاء الأمريكي، تبلغ مساحة المدينة الإجمالية 1.69 ميل مربع (4.38 كيلومتر مربع)، وجميعها أراضٍ.
يمر الفرع الجنوبي لنهر وايت ووتر عبر الحافة الشمالية للمدينة.
يعد طريق الولايات المتحدة 14 وطريق ولاية مينيسوتا السريع 42 من الطرق الرئيسية في المجتمع. يقع الطريق السريع 90 جنوب المدينة مباشرة.

## التركيبة السكانية
قام مكتب تعداد الولايات المتحدة بتحديد بيانات التركيبة السكانية لإيوتا في تعداد الولايات المتحدة. في ما يلي، التركيبة السكانية حسب تعدادي 2000 و2010.

### تعداد عام 2000
بلغ عدد سكان إيوتا 1,644 نسمة بحسب تعداد عام 2000، وبلغ عدد الأسر 597 أسرة وعدد العائلات 456 عائلة مقيمة في المدينة. في حين سجلت الكثافة السكانية 1,058.4 نسمة لكل ميل مربع (408.7/كم2). وبلغ عدد الوحدات السكنية 614 وحدة بمتوسط كثافة قدره 395.3 نسمة لكل ميل مربع (152.6/كم2).
وتوزع التركيب العرقي للمدينة بنسبة 98.36% من البيض و 0.12% من الأمريكيين الأصليين و 0.43% من الأمريكيين ذوي الأصول الآسيوية و 0.18% من الأمريكيين الأفارقة و 0.85% من عرقين مختلطين أو أكثر.
بلغ عدد الأسر 597 أسرة كانت نسبة 44.6% منها لديها أطفال تحت سن الثامنة عشر تعيش معهم، وبلغت نسبة الأزواج القاطنين مع بعضهم البعض 60.1% من أصل المجموع الكلي للأسر، ونسبة 10.4% من الأسر كان لديها معيلات من الإناث دون وجود شريك، وكانت نسبة 23.5% من غير العائلات. تألفت نسبة 19.4% من أصل جميع الأسر من أفراد ونسبة 7.4% كانوا يعيش معهم شخص وحيد يبلغ من العمر 65 عاماً فما فوق. وبلغ متوسط حجم الأسرة المعيشية 3.15، أما متوسط حجم العائلات فبلغ 2.75.
بلغ العمر الوسطي للسكان 32 عاماً. وكانت نسبة 31.7% من القاطنين تحت سن الثامنة عشر، وكانت نسبة 8.2% بين الثامنة عشر والأربعة وعشرون عاماً، ونسبة 30.8% كانت واقعةً في الفئة العمرية ما بين الخامسة والعشرون حتى والأربعة وأربعون عاماً، ونسبة 20.2% كانت ما بين الخامسة والأربعون حتى الرابعة والستون، ونسبة 9.1% كانت ضمن فئة الخامسة والستون عاماً فما فوق. يوجد لكل 100 أنثى 92.3 ذكر، ويوجد لكل 100 أنثى في الثامنة عشر من عمرها فما فوق 96.0 ذكر.
بلغ متوسط دخل الأسرة في المدينة 47,500 دولار، أما متوسط دخل العائلة فبلغ 53,036 دولار. وكان متوسط دخل الذكور 36,548 دولار مقابل 28,259 دولار للإناث. وسجل دخل الفرد الخاص بالمدينة 18,471 دولار. وكانت نسبة 2.8% من العائلات ونسبة 3.2% من السكان تحت خط الفقر، وكان من هؤلاء نسبة 3.5% تحت سن الثامنة عشر ونسبة 8.1% في الخامسة والستين من العمر وما فوق.

### تعداد عام 2010
بلغ عدد سكان إيوتا 1,977 نسمة بحسب تعداد عام 2010، وبلغ عدد الأسر 758 أسرة وعدد العائلات 542 عائلة مقيمة في المدينة. في حين سجلت الكثافة السكانية 1,169.8 نسمة لكل ميل مربع (451.7/كم2). وبلغ عدد الوحدات السكنية 790 وحدة بمتوسط كثافة قدره 467.5 لكل ميل مربع (180.5/كم2).
وتوزع التركيب العرقي للمدينة بنسبة 98.9% من البيض و 0.1% من الأمريكيين الأصليين و 0.2% من الأمريكيين ذوي الأصول الآسيوية و 0.2% من الأمريكيين الأفارقة و 0.4% من عرقين مختلطين أو أكثر.
بلغ عدد الأسر 758 أسرة كانت نسبة 41.3% منها لديها أطفال تحت سن الثامنة عشر تعيش معهم، وبلغت نسبة الأزواج القاطنين مع بعضهم البعض 56.5% من أصل المجموع الكلي للأسر، ونسبة 10.2% من الأسر كان لديها معيلات من الإناث دون وجود شريك، بينما كانت نسبة 4.9% من الأسر لديها معيلون من الذكور دون وجود شريكة وكانت نسبة 28.5% من غير العائلات. تألفت نسبة 24.0% من أصل جميع الأسر من أفراد ونسبة 9.7% كانوا يعيش معهم شخص وحيد يبلغ من العمر 65 عاماً فما فوق. وبلغ متوسط حجم الأسرة المعيشية 3.11، أما متوسط حجم العائلات فبلغ 2.61.
بلغ العمر الوسطي للسكان 34.4 عاماً. وكانت نسبة 30.3% من القاطنين تحت سن الثامنة عشر، وكانت نسبة 6.7% بين الثامنة عشر والأربعة وعشرون عاماً، ونسبة 27.7% كانت واقعةً في الفئة العمرية ما بين الخامسة والعشرون حتى والأربعة وأربعون عاماً، ونسبة 24.5% كانت ما بين الخامسة والأربعون حتى الرابعة والستون، ونسبة 10.9% كانت ضمن فئة الخامسة والستون عاماً فما فوق. وتوزع التركيب الجنسي للسكان بنسبة 49.8% ذكور و50.2% إناث.

## وصلات خارجية
- The US50 - Cities and Towns in Minnesota State